# Sistar/Diskografie
Diese Diskografie ist eine Übersicht über die musikalischen Werke der südkoreanischen Girlgroup Sistar. Die Gruppe machte am 3. Juni 2010 ihr Debüt mit dem Song Push Push.

## Alben

### Studioalben
| Jahr | Titel Musiklabel                     | Höchstplatzierung, Gesamtwochen, AuszeichnungChartsChartplatzierungen (Jahr, Titel, Musiklabel, Platzierungen, Wochen, Auszeichnungen, Anmerkungen) | Anmerkungen                                                            |
| Jahr | Titel Musiklabel                     | KR | Anmerkungen                                                            |
| ---- | ------------------------------------ | --- | ---------------------------------------------------------------------- |
| 2011 | So Cool Starship Entertainment       | KR10 (35 Wo.)KR | Erstveröffentlichung: 9. August 2011 Verkäufe: + 25.777                |
| 2013 | Give It to Me Starship Entertainment | KR5 (20 Wo.)KR | Erstveröffentlichung: 11. Juni 2013 Verkäufe KR: + 22.365; JP: + 1.278 |

### Kompilationen
| Jahr | Titel Musiklabel                    | Höchstplatzierung, Gesamtwochen, AuszeichnungChartsChartplatzierungen (Jahr, Titel, Musiklabel, Platzierungen, Wochen, Auszeichnungen, Anmerkungen) | Anmerkungen                                                            |
| Jahr | Titel Musiklabel                    | KR | Anmerkungen                                                            |
| ---- | ----------------------------------- | --- | ---------------------------------------------------------------------- |
| 2012 | Loving U Starship Entertainment     | KR11 (22 Wo.)KR | Erstveröffentlichung: 28. Juni 2012 Verkäufe: KR: + 20.020; JP: + 407  |
| 2014 | Sweet & Sour Starship Entertainment | KR4 (9 Wo.)KR | Erstveröffentlichung: 26. August 2014 Verkäufe: KR: + 7.006; JP: + 402 |

### EPs
| Jahr | Titel Musiklabel                            | Höchstplatzierung, Gesamtwochen, AuszeichnungChartsChartplatzierungen (Jahr, Titel, Musiklabel, Platzierungen, Wochen, Auszeichnungen, Anmerkungen) | Anmerkungen                                                      |
| Jahr | Titel Musiklabel                            | KR | Anmerkungen                                                      |
| ---- | ------------------------------------------- | --- | ---------------------------------------------------------------- |
| 2012 | Alone Starship Entertainment                | KR3 (14 Wo.)KR | Erstveröffentlichung: 12. April 2012 Verkäufe: + 17.802          |
| 2014 | Touch N Move Starship Entertainment         | KR2 (8 Wo.)KR | Erstveröffentlichung: 21. Juli 2014 Verkäufe: + 14.548; JPN: 938 |
| 2015 | Shake It Starship Entertainment             | KR3 (8 Wo.)KR | Erstveröffentlichung: 22. Juni 2015 Verkäufe: + 19.396           |
| 2016 | Insane Love (몰아애) Starship Entertainment | KR3 (8 Wo.)KR | Erstveröffentlichung: 21. Juni 2016 Verkäufe: + 10.707           |

### Single-Alben
| Jahr | Titel Musiklabel                               | Höchstplatzierung, Gesamtwochen, AuszeichnungChartsChartplatzierungen (Jahr, Titel, Musiklabel, Platzierungen, Wochen, Auszeichnungen, Anmerkungen) | Anmerkungen                            |
| Jahr | Titel Musiklabel                               | KR | Anmerkungen                            |
| ---- | ---------------------------------------------- | --- | -------------------------------------- |
| 2010 | Push Push Starship Entertainment               | KR28 (5 Wo.)KR | Erstveröffentlichung: 3. Juni 2010     |
| 2010 | Shady Girl (가식걸) Starship Entertainment     | KR9 (2 Wo.)KR | Erstveröffentlichung: 25. August 2010  |
| 2010 | How Dare You (니까짓게) Starship Entertainment | KR8 (8 Wo.)KR | Erstveröffentlichung: 3. Dezember 2010 |

## Singles

### Als Leadmusikerinnen
| Jahr | Titel Album                                    | Höchstplatzierung, Gesamtwochen, AuszeichnungChartsChartplatzierungen (Jahr, Titel, Album, Platzierungen, Wochen, Auszeichnungen, Anmerkungen) | Anmerkungen                         |
| Jahr | Titel Album                                    | KR | Anmerkungen                         |
| --- | ---------------------------------------------- | --- | ----------------------------------- |
| 2010 | Push Push So Cool                              | KR9 (15 Wo.)KR | Verkäufe: + 1.789.147               |
| 2010 | Shady Girl (가식걸) So Cool                    | KR4 (12 Wo.)KR | Verkäufe: + 1.633.368               |
| 2010 | How Dare You (니까짓게) So Cool                | KR2 (16 Wo.)KR | Verkäufe: + 858.862 (nur 2011)      |
| 2011 | So Cool (쏘쿨) So Cool                         | KR1 (15 Wo.)KR | Verkäufe: + 3.980.185               |
| 2012 | Alone (나혼자) Alone                           | KR1 (25 Wo.)KR | Verkäufe: + 3.431.913               |
| 2012 | Loving U (러빙유) Loving U                     | KR1 (21 Wo.)KR | Verkäufe: + 3.471.857               |
| 2013 | Give It to Me                                  | KR1 (17 Wo.)KR | Verkäufe: + 1.625.957               |
| 2014 | Touch My Body Touch N Move                     | KR1 (17 Wo.)KR | Verkäufe: + 1.600.060               |
| 2014 | I Swear Sweet And Sour                         | KR1 (12 Wo.)KR | Verkäufe: + 856.112                 |
| 2015 | Shake It                                       | KR1 (19 Wo.)KR | Verkäufe: + 1.554.358               |
| 2016 | I Like That Insane Love                        | KR1 (15 Wo.)KR | Verkäufe: + 884.858                 |
| 2017 | Lonely a –                                     | KR1 (13 Wo.)KR | Verkäufe: + 597.410                 |
| Folgende Lieder erschienen nicht als Single, wurden aber durch das Album zum Download und Streaming bereitgestellt und konnten somit eine Platzierung erlangen: |                                                | |                                     |
| |                                                | |                                     |
| 2011 | Girls Do It So Cool                            | KR56 (2 Wo.)KR | Verkäufe: + 285.064                 |
| 2011 | Follow Me So Cool                              | KR78 (1 Wo.)KR | Verkäufe: + 160.191                 |
| 2011 | New World So Cool                              | KR– bKR | Verkäufe: + 81.251                  |
| 2011 | I Don’t Need A Weak Man So Cool                | KR102 (3 Wo.)KR | Verkäufe: + 70.330                  |
| 2011 | Let’s Get The Party Started So Cool            | KR134 (2 Wo.)KR | Verkäufe: + 30.894                  |
| 2011 | Ma Boy (Special Version) So Cool               | KR136 (2 Wo.)KR | Verkäufe: + 27.439                  |
| 2011 | Oh Baby So Cool                                | KR148 (2 Wo.)KR | Verkäufe: + 16.866                  |
| 2011 | Over So Cool                                   | KR164 (1 Wo.)KR | Verkäufe: + 13.636                  |
| 2012 | Lead Me Alone                                  | KR27 (5 Wo.)KR | Verkäufe: + 475.616                 |
| 2012 | No Mercy Alone                                 | KR46 (3 Wo.)KR | Verkäufe: + 245.849                 |
| 2012 | Girls on Top Alone                             | KR– cKR | Verkäufe: + 94.733                  |
| 2012 | Come Closer Alone                              | KR104 (2 Wo.)KR | Verkäufe: + 67.625                  |
| 2012 | I Choose To Love You Alone                     | KR107 (2 Wo.)KR | Verkäufe: + 41.430                  |
| 2012 | Holiday (홀리데이) Loving U                    | KR59 (2 Wo.)KR | Verkäufe: + 150.790                 |
| 2013 | The Way You Make Me Melt Give It to Me         | KR2 (13 Wo.)KR | Verkäufe: + 910.841                 |
| 2013 | Bad Boy (바빠) Give It to Me                   | KR4 (11 Wo.)KR | Verkäufe: + 732.582                 |
| 2013 | Crying Give It to Me                           | KR17 (10 Wo.)KR | Verkäufe: + 490.749                 |
| 2013 | A Week (일주일) Give It to Me                  | KR39 (2 Wo.)KR | Verkäufe: + 143.539                 |
| 2013 | Summer Time Give It to Me                      | KR34 (3 Wo.)KR | Verkäufe: + 174.049                 |
| 2013 | If U Want Give It to Me                        | KR49 (2 Wo.)KR | Verkäufe: + 98.665                  |
| 2013 | Hey You Give It to Me                          | KR54 (2 Wo.)KR | Verkäufe: + 114.881                 |
| 2013 | Up and Down (핑글핑글) Give It to Me           | KR64 (1 Wo.)KR | Verkäufe: + 84.555                  |
| 2013 | Miss Sistar Give It to Me                      | KR66 (1 Wo.)KR | Verkäufe: + 72.612                  |
| 2014 | Naughty Hands (나쁜손) Touch N Move            | KR7 (6 Wo.)KR | Verkäufe: + 404.752                 |
| 2014 | But I Love U Touch N Move                      | KR19 (3 Wo.)KR | Verkäufe: + 167.256                 |
| 2014 | Sunshine Touch N Move                          | KR39 (1 Wo.)KR | Verkäufe: + 73.221                  |
| 2014 | OK Go Touch N Move                             | KR45 (1 Wo.)KR | Verkäufe: + 67.742                  |
| 2014 | Wow Touch N Move                               | KR55 (1 Wo.)KR | Verkäufe: + 45.032                  |
| 2014 | Hold on Tight Sweet & Sour                     | KR70 (1 Wo.)KR | Verkäufe: + 43.054                  |
| 2015 | Don’t Be Such A Baby (애처럼 굴지마) Shake It  | KR10 (4 Wo.)KR | Verkäufe: + 206.546 feat. Giriboy   |
| 2015 | Bad Guy (나쁜놈) Shake It                      | KR24 (2 Wo.)KR | Verkäufe: + 115.686 feat. Mad Clown |
| 2015 | Good Time Shake It                             | KR51 (1 Wo.)KR | Verkäufe: + 51.884                  |
| 2015 | Go Up Shake It                                 | KR59 (1 Wo.)KR | Verkäufe: + 44.771                  |
| 2016 | String (끈) Insane Love                        | KR42 (1 Wo.)KR | Verkäufe: + 55.508                  |
| 2016 | Yeah Yeah Insane Love                          | KR60 (1 Wo.)KR | Verkäufe: + 44.947                  |
| 2016 | Say I Love You Insane Love                     | KR65 (1 Wo.)KR | Verkäufe: + 43.855                  |
| 2016 | Wanna Do I (해볼래) Insane Love                | KR90 (1 Wo.)KR | Verkäufe: + 35.380                  |
| 2016 | Under the Blanket (이불 덮고 들어) Insane Love | KR– dKR | Verkäufe: + 27.208                  |
| 2017 | For You –                                      | KR62 (1 Wo.)KR | Verkäufe: + 36.240                  |

### Als Gastmusikerinnen
| Jahr | Titel Album                          | Höchstplatzierung, Gesamtwochen, AuszeichnungChartsChartplatzierungen (Jahr, Titel, Album, Platzierungen, Wochen, Auszeichnungen, Anmerkungen) | Anmerkungen                                                                      |
| Jahr | Titel Album                          | KR | Anmerkungen                                                                      |
| ---- | ------------------------------------ | --- | -------------------------------------------------------------------------------- |
| 2010 | We Never Go Alone –                  | KR186 (1 Wo.)KR |                                                                                  |
| 2011 | Hot Place –                          | KR10 (4 Wo.)KR | Verkäufe: + 1.032.697 (DL) feat. Brave Sound                                     |
| 2011 | Pink Romance –                       | KR25 (6 Wo.)KR | Verkäufe: + 979.392 (DL) mit K.Will und Boyfriend                                |
| 2011 | Amazed (기가 차) My Heart Beating    | KR2 (9 Wo.)KR | Verkäufe: + 1.041.693 K.Will feat. Supreme Team und Sistar                       |
| 2013 | Snow Candy –                         | KR13 (4 Wo.)KR | Verkäufe: + 194.438 (DL) mit K.Will und Boyfriend                                |
| 2014 | Love Is You –                        | KR10 (4 Wo.)KR | Verkäufe: + 242.907 (DL) mit K.Will, Boyfriend, Mad Clown, Junggigo und Jooyoung |
| 2015 | Softly Starship Planet 2015 (Single) | KR24 (3 Wo.)KR | Verkäufe: + 136.457 mit Starship Planet                                          |
| 2016 | One More Day –                       | KR75 (1 Wo.)KR | mit Giorgio Moroder                                                              |

### Beteiligungen an anderen Liedern
| Jahr | Titel Album           | Höchstplatzierung, Gesamtwochen, AuszeichnungChartsChartplatzierungen (Jahr, Titel, Album, Platzierungen, Wochen, Auszeichnungen, Anmerkungen) | Anmerkungen                                                                     |
| Jahr | Titel Album           | KR | Anmerkungen                                                                     |
| ---- | --------------------- | --- | ------------------------------------------------------------------------------- |
| 2010 | Super Girl –          | KR57 (2 Wo.)KR | mit Yuna Kim, Electroboyz                                                       |
| 2012 | Win the Day –         | — | mit Junho, Nichkhun, 4Minute, B1A4, Dal Shabet, MBLAQ, Miss A, Nine Muses, ZE:A |
| 2015 | One K Campaign Song – | — | mit Exo, Yangpa und 30 anderen                                                  |

### Beiträge für Soundtracks
| Jahr | Titel Album                    | Höchstplatzierung, Gesamtwochen, AuszeichnungChartsChartplatzierungen (Jahr, Titel, Album, Platzierungen, Wochen, Auszeichnungen, Anmerkungen) | Anmerkungen |
| Jahr | Titel Album                    | KR | Anmerkungen |
| ---- | ------------------------------ | --- | ----------- |
| 2010 | Chronos Soul Chronos Sword OST | KR84 (1 Wo.)KR |             |

## Videografie

### Musikvideos
| Jahr | Titel             | Regisseur(e)   |
| ---- | ----------------- | -------------- |
| 2010 | Push Push         | Joo Hee-sun    |
| 2010 | We Never Go Alone | Unbekannt      |
| 2010 | Chronos Soul      | Unbekannt      |
| 2010 | Shady Girl        | Joo Hee-sun    |
| 2010 | How Dare You      | Cho Soo-hyun   |
| 2011 | So Cool           | Joo Hee-sun    |
| 2011 | Unbekannt         | Hot Place      |
| 2011 | Pink Romance      | Chang Won-seok |
| 2012 | Alone             | Joo Hee-sun    |
| 2012 | Loving U          | Joo Hee-sun    |
| 2013 | Give It to Me     | Joo Hee-sun    |
| 2014 | Touch My Body     | Joo Hee-sun    |
| 2014 | I Swear           | Lumpens        |
| 2015 | Shake It          | Joo Hee-sun    |
| 2014 | I Like That       | Lumpens        |
| 2014 | One More Day      | Hong Won-ki    |
| 2017 | Lonely            | Lumpens        |

## Statistik

### Chartauswertung
|                     | KR     |
| ------------------- | ------ |
| Nummer-eins-Alben   | KR—KR  |
| Top-10-Alben        | KR9KR  |
| Alben in den Charts | KR11KR |

|                       | KR     |
| --------------------- | ------ |
| Nummer-eins-Singles   | KR9KR  |
| Top-10-Singles        | KR19KR |
| Singles in den Charts | KR58KR |